# Gracilipodida
Gracilipodida – klad ameb należących do supergrupy Amoebozoa według Adla i innych.
Należą tutaj następujące rodzaje :
- Arachnula
- Filamoeba
- Flamella